# Chiriwe
Chiriwe è un ward dello Zambia, parte della Provincia di Lusaka e del Distretto di Luangwa.